# Белорусские вооружённые формирования 1917—1921 годов
Белорусские вооруженные формирования 1917—1921 годов — комплекс вооруженных формирований, создававшихся на части территории современной Белоруссии в период с ноября 1917 года по март 1921 года.

## Предыстория
В мае 1917 года Белнацком создал Армейскую белорусскую организацию. Тогда же возникли и первые полулегальные организации белорусов в армии. К белорусскому движению присоединились и некоторые генералы: Константин Алексеевский, Киприян Кондратович, Пожарский. С августа 1917 года в Русской армии формируются белорусские организации. 18—24 октября в Минске, с разрешения Верховного главнокомандующего Русской армией генерала Н. Н. Духонина собрался съезд белорусов-армейцев Западного фронта. Делегаты высказали готовность оборонять белорусские земли, приняли резолюцию про расширение белорусских армейских организаций, и избрали Центральный белорусский военный совет.

## Формирования под эгидой БНР

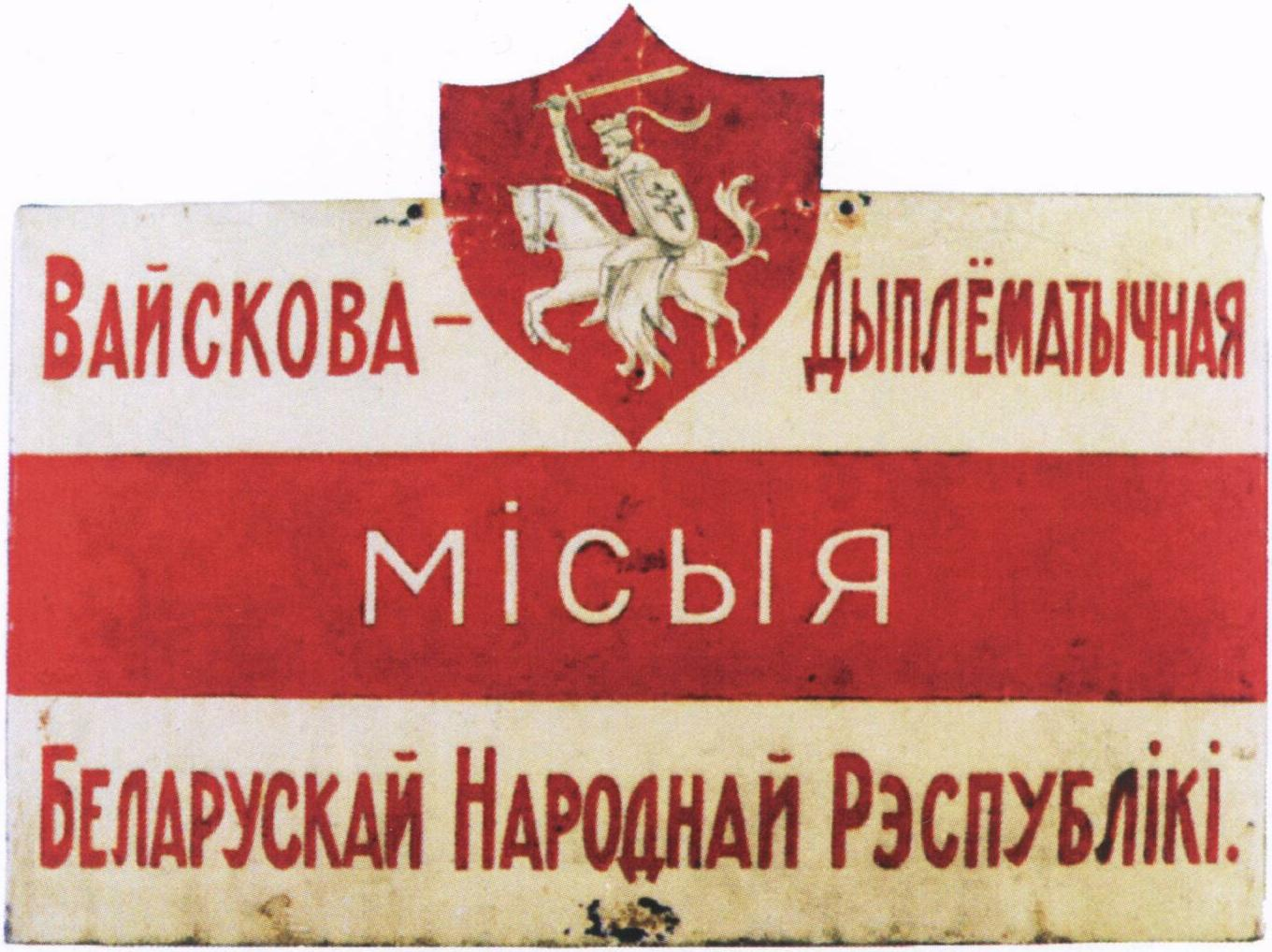
Щит военно-дипломатической миссии БНР

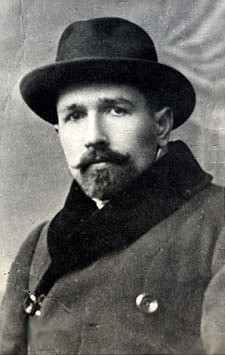
С. М. Некрашевич

24 ноября 1917 года, ещё задолго до появления БНР, на территории частично оккупированной германскими войсками Белоруссии был сформирован 1-й Минский белорусский пехотный полк (около 2 тыс. чел.), ставший основой вооруженных формирований Исполнительного комитета Великой Белорусской рады Всебелорусского съезда. Этот полк участвовал в боях с большевиками в январе-феврале 1918 года, действуя совместно с Польским корпусом под командованием генерала И. Р. Довбор-Мусницкого. 3 марта в Брест-Литовске был подписан мирный договор, согласно которому подавляющая часть белорусских земель перешла под контроль Германии. Пользуясь этим, 9 марта 1918 года Исполком рады объявил о создании Белорусской Народной Республики.  25 марта 1918 года Рада Белорусской Народной Республики в помещении Крестьянского поземельного банка в Минске объявляет о полной независимости страны и призывает пересмотреть Брест-Литовский мирный договор. В 1918 году после белорусско-литовских контактов в Вильне было начато формирование 1-го и 2-го Белорусских полков.
Однако органы и структуры БНР существовали только в пределах германской зоны оккупации, а в результате того, что германские войска в декабре 1918 года оставили оккупированные земли Белоруссии, БНР прекратила своё существование. Бо́льшая часть бывшей зоны германской оккупации была занята Красной армией и вошла в состав Советской Социалистической Республики Белоруссии, западная часть была занята Войском Польским. Руководство БНР удалилось в эмиграцию.
28 декабря 1917 года в ответ на разгон Всебелорусского съезда фронтовые национальные деятели на Румынском фронте добились создания Белорусской военной комиссии для организации белорусских армейских соединений. Белорусскими армейскими делами на Украине занимался комиссар Белорусского военного совета Павел Алексюк. Белорусские военные отделы организовались в Одессе, Пскове, Витебске, Смоленске.
Осознавая шаткость своего положения, лидеры БНР попытались установить контакты с Польшей для совместного создания боеспособных частей, но попытки эти не увенчались успехом — поляки не были заинтересованы в создании белорусского государства, а тем более, «великой Белоруссии», претендовавшей на такие города, как Вильно и Белосток, которые Польша считала частью своей национальной территории. Следующим претендентом на роль союзника республики стали войска англо-французских интервентов на Юге России. 13 января 1919 года председатель Белорусского национального центра С. М. Некрашевич обратился к командующему союзными войсками генералу Бертело с меморандумом о создании т. н. «Западной армии» — белорусского аналога Добровольческой армии, имеющей целью также борьбу с большевиками. На должность главнокомандующего предлагался генерал П. Вент. Однако сформировать удалось только одну дивизию — Западную стрелковую (прибл. 10 тыс. чел.), состоявшую не только из белорусов, но, главным образом, из поляков и литовцев, и распавшуюся при первом же столкновении с частями РККА.
БНР не удалось опереться на дееспособную белорусскую армию. Его полноценному формированию препятствовали и большевистский режим, и немецкая оккупация. Не было достаточной поддержки среди населения, а из-за малочисленности белорусской интеллигенции не хватало офицерских кадров. Кроме того, большая часть белорусского мужского населения была мобилизована и раскидана по фронтам за пределами Белоруссии.
В белорусских военных отрядах в течение 1917—1920 годов, по исследованиям белорусского историка Олега Латышонка (автора книг «Białoruskie formacje wojskowe 1917—1923» (1995) «Жаўнеры БНР» (2009)), проходило службу около 11 тыс. человек. Наиболее ярким эпизодом вооружённой борьбы с Красной Армией под лозунгом восстановления БНР стало Слуцкое восстание 1920 года, во время которого была сформирована Слуцкая бригада стрельцов БНР и в течение месяца велись бои с Красной Армией. Ещё десятки тысяч человек входили в партизанские отряды, которые также сражались за государственную независимость БНР (отряды Лукаша Семенюка, Юрки Монича, Вячеслава Адамовича -«Дергача» и других). В 1919 году «на белорусскую службу» перешёл генерал-майор Станислав Булак-Балахович вместе со своим отрядом («Отдельный отряд БНР»), после он вместе с польскими войсками воевал против большевиков.

## Период взаимодействия с польскими властями (1919—1920)

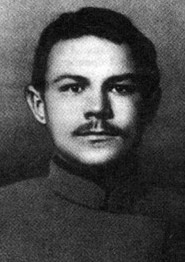
Алесь Гарун

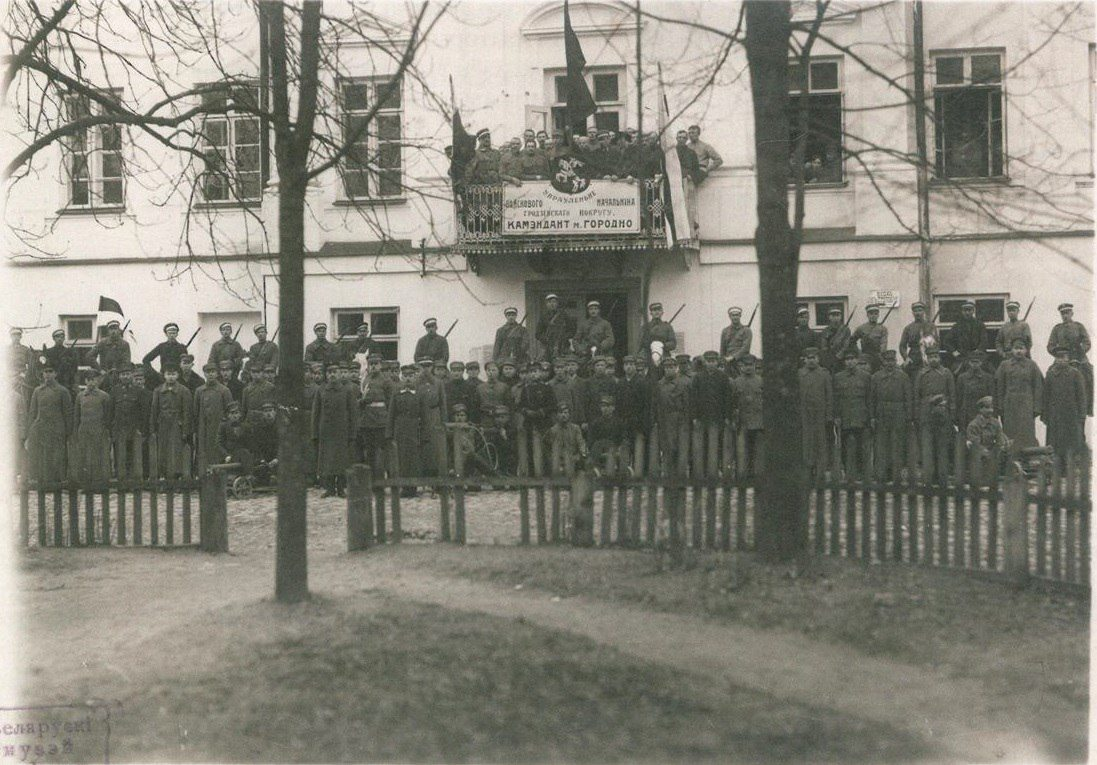
Солдаты 1-го белорусского полка литовской армии перед зданием военной комендатуры в Гродно, 1919 г.

Летом 1919 года большая часть БНР была занята польскими войсками, вследствие чего часть белорусских политических деятелей решило поставить вопрос о организации Белорусской армии в составе польской, для чего они начали переговоры с польскими властями. 28 июля 1919 года комиссией был разработан проект организации белорусской армии в составе одной пехотной дивизии: трёх пехотных полков, артиллерийского полка, кавалерийского эскадрона, и роты сапёров. Всего — 20 тыс. человек.
В Вильне была создана Белорусская военная комиссия (БВК), глава которой П. Алексюк 9 июня заявил: «Мы должны создать своё войско, которое рядом с польскими и другими войсками освободит Белоруссию от большевизма». Тем не менее, Польша не торопилась с организацией белорусских частей: только 22 октября Юзефом Пилсудским был издан декрет, разрешающий сформировать 2 белорусских батальона и утвердил БВК в составе П. Алексюка, А. Прушинского (Алеся Гаруна), П. Конопацкого, Ф. Кушеля и В. Мурашки. Был утверждён состав БВК, полковник Конопацкий был назначен главнокомандующим белорусской армией.
Было разрешено переходить в белорусские части польским офицерам и солдатам белорусской национальности. При Варшавской школе подхорунжих разрешалось создание белорусского взвода из числа добровольцев со средним образованием для подготовки белорусских офицерских кадров. Штаб белорусских частей разместился в Слониме. Здесь же были организованы офицерские курсы. Обмундирование и снаряжение для белорусских частей при польском генштабе было выделено с польских складов и было образца 1917 года, что хорошо заметно по фотографиям. Позже было выделено обмундирование образца 1919 года. Во всех крупных белорусских городах, подконтрольных полякам: Минске, Слуцке, Бобруйске, Гродно, Барановичах, Пинске, Лиде, Брест-Литовске — была объявлена мобилизация, открывались пункты для вербовки и записи добровольцев.
В августе—сентябре 1919 года была сформирована 1-я литовско-белорусская дивизия Польской армии, которая по количеству личного состава являлась корпусом.
Кроме 1-й литовско-белорусской дивизии были сформированы несколько мелких частей, курсы переподготовки офицеров и отдельные учебные подразделения.
Литовско-белорусская дивизия позднее сыграла ключевую роль в присоединении Виленского края к Польше.

## «Зеленая армия»
В 1920 году очередная попытка создания армии была предпринята Белорусской партией эсеров. «Сейчас подошло время, когда Белорусская республика не может больше существовать без своей белорусской армии, которая только одна может понять правильные дела передового белорусского народа и нести внутреннюю и внешнюю охрану Белорусской республики», — писала эсеровская газета «Змаганне». В отличие от членов рады и Польши, эсеры предприняли шаги по созданию партизанской «зеленой» армии на территории советской Белоруссии, именно которым предстояло стать ядром будущей регулярной белорусской армии. Организацией таких «зеленых» отрядов занимался П. Злотский, через которого белорусские эсеры контактировали с Русским политическим комитетом Б. В. Савинкова в Варшаве, позднее реорганизованном в «Народный союз защиты Родины и Свободы» и имевшем несколько филиалов в Белоруссии. В конце 1920 года Зелёная армия насчитывала не более 3,2 тысяч человек. Де-факто эти силы, как и силы, формируемые при поляках годом ранее, уже не контролировались властями БНР, как и сама территория Белоруссии, однако процесс их формирования формально происходил под их контролем.

## Слуцкое восстание

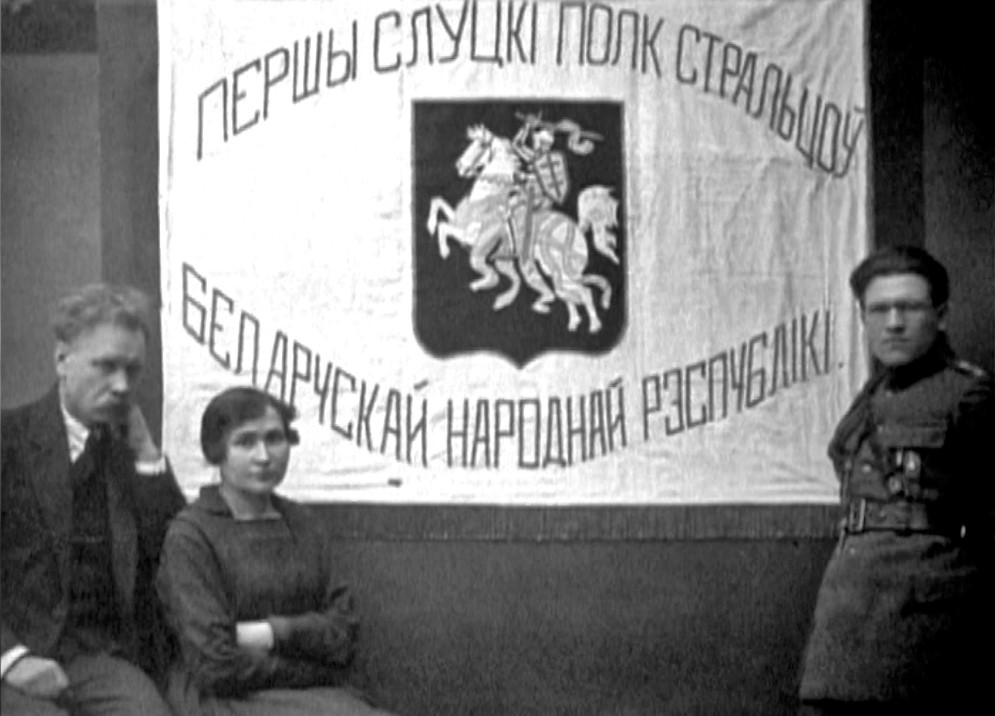
Знамя 1-го Слуцкого полка в Вильно. 1921 год

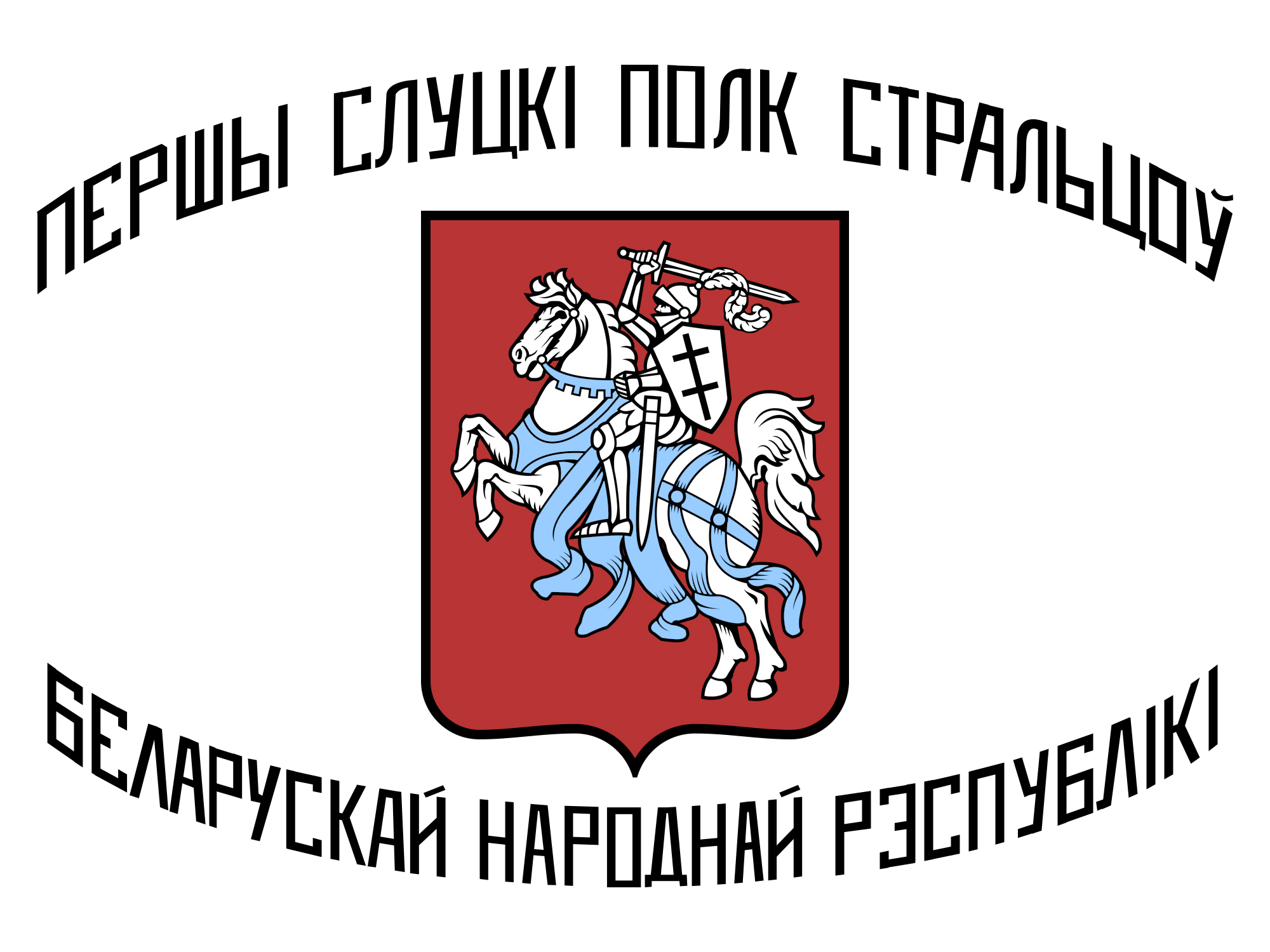
Знамя 1-го Слуцкого полка с гербом «Погоня». Современная реконструкция

Четвёртая реинкарнация белорусской армии пришлась на октябрь 1920 года. С 15 по 16 октября в Слуцке, занятом польскими войсками, белорусские политические деятели созвали съезд представителей волостей и местечек. На нём была избрана Слуцкая рада, возглавляемая эсером В. Прокулевичем, которая признала слуцкий край частью БНР, а не РСФСР. 17 ноября рада объявила всеобщую мобилизацию с целью создания антибольшевистской армии. Вооружение и финансирование обеспечивались местным населением. Однако удалось сформировать лишь 1-ю Слуцкую стрелковую бригаду в составе двух полков — Слуцкого и Грозавского, насчитывавшую около 4 тысяч человек. Согласно договору между Советской Россией и Польшей польские войска должны были оставить Слуцк и передать его под контроль Красной Армии. Во время наступления большевиков с 28 ноября по 31 декабря 1920 года бригада с переменным успехом оказывала им сопротивление, но в итоге была вынуждена отступить в Польшу, где была интернирована. Исключением стал лишь батальон под командованием Н. Демидова, оставшийся в нейтральной зоне между польскими и советскими войсками для продолжения борьбы от имени БНР. 29 ноября батальон с малыми потерями (4 убитых и 10 раненых) обратил в бегство 40-й стрелковый полк РККА и взял курс на Слуцк с целью соединения со стрелковой бригадой, которая к тому времени уже прекратила борьбу, направляясь в Польшу. Узнав об этом, Демидов продолжал оперировать на Мозырщине вплоть до января 1921 года, пока тоже не был вынужден бежать в Польшу. Отдельный Белостокский батальон Н. Демидова считался последней белорусской воинской частью, оставившей Белоруссию под натиском большевиков. 
Современные белорусские историки относят Слуцкое вооруженное выступление к эпизодам истории БНР ибо велось оно от имени и флагами БНР..

## Армия Булак-Балаховича

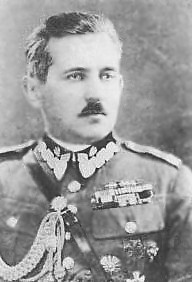
С. Н. Булак-Балахович в форме генерала Войска Польского

Особняком от остальных белорусских частей, функционировавших в Гражданскую войну, держалась Русская народная добровольческая армия генерала С. Н. Булак-Балаховича. В ноябре 1919 года, после контактов с военно-дипломатической миссией БНР в Эстонии и Латвии, Булак-Балахович объявил о переходе на службу БНР вместе со своим отрядом, получившим название «Отдельный отряд войск БНР».
В марте 1920 года отряд генерала-майора С. Н. Булак-Балаховича, состоявший в основном из бывших военнослужащих российской Северо-Западной армии, перешёл на территорию, занятую польской армией. После начала масштабных боевых действий отряд участвовал в составе польской армии в боях против Красной армии в Белоруссии. В сентябре 1920 г. отряд Булак-Балаховича получил статус союзной армии и был подчинён Русскому политическому комитету в Польше во главе с Б. В. Савинковым. Началось развёртывание отряда в армию, состоявшую из трёх пехотных и одной кавалерийской дивизии. На пике своего развития эта армия насчитывала 15 тысяч человек (9,5 тысяч штыков и 4,5 тысяч сабель при 67 орудиях), причём в состав её, помимо белорусов, входили представители самых разных национальностей: немцы, прибалты, поляки, русские, украинцы. Ставка генерала находилась под Туровом.
Совместно с армией Булак-Балаховича действовала значительно меньшая Белорусская народная армия (900 человек). На Ровенском направлении оперировала 3-я Русская армия Б. С. Пермикина (16 тысяч человек). Все эти три армии склонялись к содействию также Русской армии П. Н. Врангеля, с чем белорусские власти не могли не считаться.
Наиболее успешно «балаховцы», как их прозвали в народе, сражались осенью 1920 года. В октябре по требованию Польского Сейма они были вынуждены покинуть территорию Польши и вторглись в Белоруссию. Предварительно согласовав свои действия с Савинковым, Булак-Балахович рассчитывал на поддержку крестьянства и организацию крестьянских восстаний на большевистских территориях. 10 ноября отряды Булак-Балаховича взяли Мозырь, начав стремительное продвижение на восток, однако на Днепре их ждала неудача: силы красных, в несколько раз превосходящие силы балаховцев, сумели зайти в тыл противника и начали теснить его к востоку, планируя взять в окружение. Спасли армию Булак-Балаховича солдаты Белостокского и Смоленского полков, форсировавшие Припять и вовремя пришедшие ей на помощь. Но общую обстановку это не поменяло: стратегическое преимущество по-прежнему оставалось за большевиками, стремительно продвигающимися на запад, заставляя балаховцев отступать. В конечном итоге это привело к возвращению частей Русской народной добровольческой армии в Польшу.
После заключения Рижского мирного договора между Советской Россией и Польшей остатки этих армий были разоружены поляками и направлены в лагеря для интернированных. Впоследствии, в июне 1921 года, произошла их реорганизация по инициативе Б. В. Савинкова, на случай возможного продолжения вооруженной борьбы с большевиками, но в конце того же года эти части окончательно прекратили своё существование.

## Пинско-Волынский Добровольческий Корпус
После того как в январе 1919 немцы оставили Пинск, батальон продолжал оставаться в городе, но под нажимом частей Красной армии и двух Полесских повстанческих коммунистических полков был вынужден отступить к Антополю. Здесь батальон соединился с наступавшими на Беларусь польскими войсками и вместе с ними 17 марта вернулся в Пинск. До конца года батальон участвовал в боях против большевиков и подавления Полесского восстания. После Полесского восстания был расформирован и интернирован польской армией.
В декабре 1919 начался переход перевод офицеров батальона в Крым. Добровольческий батальон вошел в состав ВСЮР и в январе 1920 в количестве 120 штыков прибыл в Крым, где в составе 3-го армейского корпуса генерал-майора Я. Слащёва сразу же принял участие в защите полуострова (бои в начале января 1920 г. под Новониколаевкой и 8 - 12 марта под Юшунью).
Приказом Главкома ВСЮР генерала Врангеля за № 3012 от 29 апреля того же года Пинско-Волынский батальон должен был быть расформирован. А 120 его бойцов были обращены на укомплектование 13-й пехотной дивизии 2-го армейского корпуса.

## Форма и знаки различия
По решению БВК в 1919 году была введена особая форма одежды для белорусских воинских частей при польском генштабе, разработанная специально образованной комиссией. Выпушка на фуражках английского образца предназначалась отдельного цвета для каждого вида подразделений: для пехоты — чёрная, для штабистов — красная, для кавалеристов — белая. Различались и цвета околышей: серые — у пехотинцев, голубые — у кавалеристов и черные бархатные — у штабистов. На околышах размещались шнуры и галуны, которыми обозначалось звание, и кокарды с гербом «Погоня» (различают два типа кокард: Погоня в венке и Погоня на щите в овальной окантовке). Герб также вышивался на погонах.
Спроектированный мундир должен был быть типа френча, серый, с выпушками, цвета которых распределялись аналогично цветам на выпушках фуражек. У кавалерии, помимо того, были голубые воротник и обшлага. Погоны имели серый цвет, в тон мундиру. Знаки отличия у офицеров располагались не на погонах, а на рукавах — в виде белых полосок или бело-красно-белых. Имелись у офицеров и белые петлицы на воротниках и белые петли на шинелях.
Солдатская шинель отличалась от офицерской тем, что была однобортной (офицерская имела два борта). Шинели имели такой же цвет, как в польской армии, с выпушками, как на мундире. На воротниках шинелей находились петлицы национальных цветов. Описанная выше форма к БНР отношения не имеет, это форма белорусских коллаборационистов на польской службе. Форма подразделений БНР описана ниже.
Нехватка обмундирования, а также его многообразие влияли на отсутствие характерной формы одежды в войсках БНР. Так, формой чинов 1-й Слуцкой стрелковой бригады был костюм из самодельного сукна (куртка типа френча и брюки-галифе), изготовленный кустарным способом, и заячья шапка-ушанка. Офицеры и солдаты носили старую форму образца Российской империи, старую польскую форму, американскую, но на ней были ленты и повязки с символикой БНР, кокарды Адамова голова.
Что характерно для любой армии, действовавшей в период Гражданской войны, а тем более, интернациональной, армия Булак-Балаховича на службе БНР не имела единообразного обмундирования. Отличительной чертой «балаховцев» на белорусской службе была кокарда Адамова голова, белый крест на рукаве и треугольные цветные петлицы с звездочками у офицеров.
Кроме упомянутых частей в армии Литвы служили в качестве легионеров офицеры и солдаты бывшей армии БНР, уничтоженной весной 1919 года пилсудчиками. Легионеры носили черные треугольные петлицы со звездочками, литовские кокарды. Пехота кители с белыми кантами, кавалерия с красными.